# 芒卡
芒卡（法語：Mencas）是法国上法兰西大区加来海峡省的一个市镇，位于该省中部，属于蒙特勒伊区。该市镇2009年时的人口为77人。

## 人口
芒卡人口变化图示
| 数据来源：INSEE |